# Torskinge församling
Torskinge församling var en församling i Växjö stift och Värnamo kommun, Sverige. Församlingen uppgick 2012 i Forshedabygdens församling. 
Församlingskyrka var Torskinge kyrka.

## Administrativ historik
Församlingen har medeltida ursprung. Församlingen utökades 1971 med den del av Bolmsö församling som låg norr om Bolmen.
Den 1 januari 1952 (enligt beslut den 27 augusti 1951) överfördes ett obebott område av fastigheten Fylleryd, omfattande en areal av 0,12 km², varav allt land, till Dannäs församling.
Församlingen var till 1962 annexförsamling i pastoratet Forsheda, Bredaryd och Torskinge. Från 1962 till 2012 var församlingen annexförsamling i pastoratet Forsheda, Torskinge, Kärda, Hånger och Dannäs, där fram till 1974 även Tannåkers församling ingick. Församlingen uppgick 2012 i Forshedabygdens församling.